# Invoerapparaat

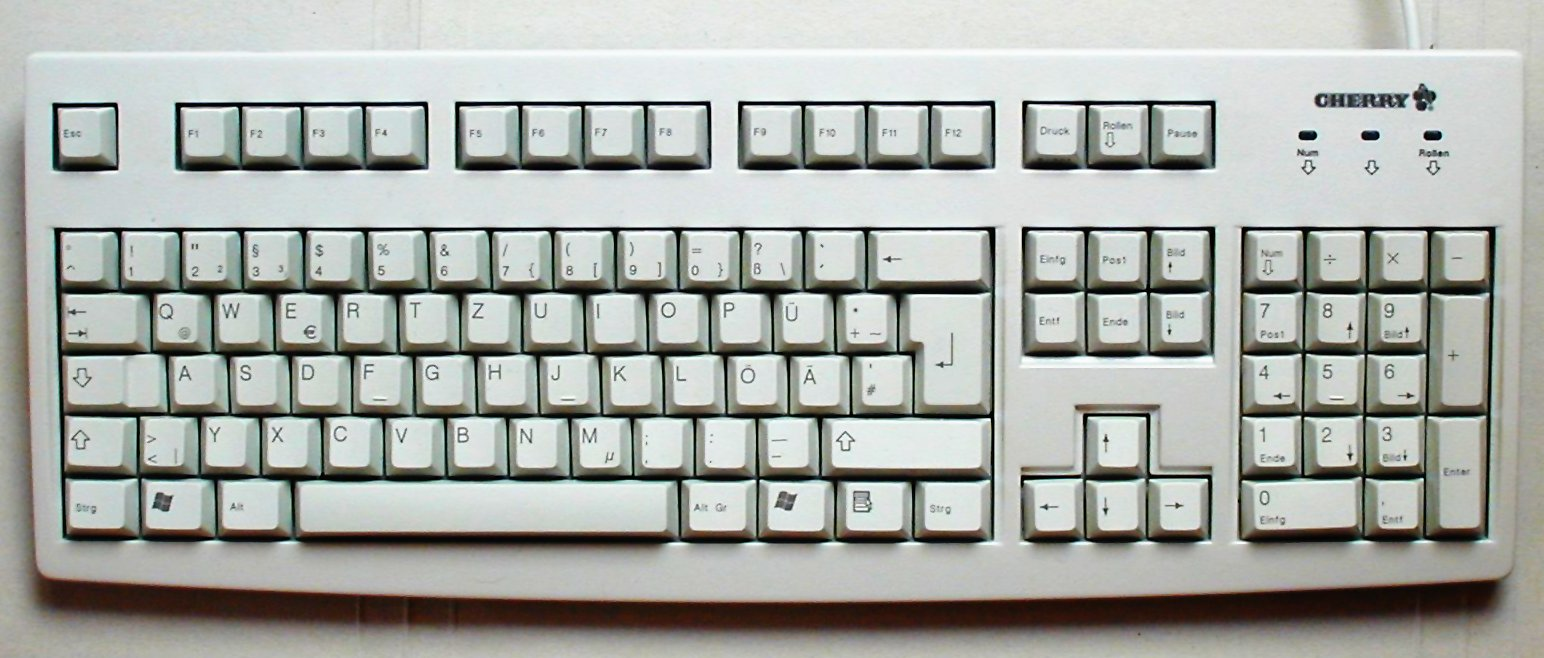
Toetsenbord

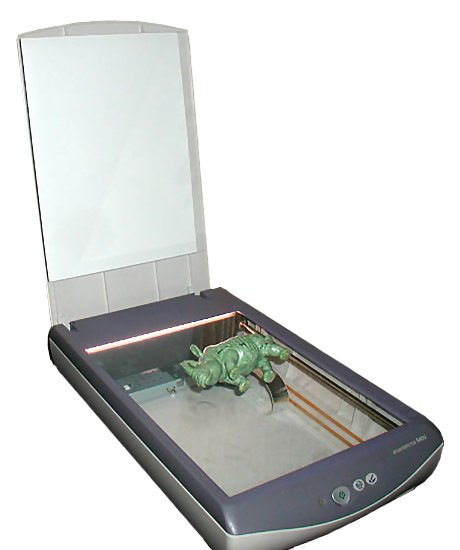
Scanner

Onder een invoerapparaat wordt elk apparaat verstaan waarmee gegevens in een computer kunnen worden ingevoerd. Hiertoe behoren onder andere het toetsenbord, muis, joystick, gamepad, grafisch tableau, aanraakscherm, scanners en digitale camera's.
De technische apparaten voor de invoer van gegevens zijn in de loop der tijd veranderd. In het begin werd middels schakelaars invoersignalen geproduceerd, later met relaisschakelaars. De ponskaart was lange tijd het traditionele invoermedium voor de verwerking van gegevens. Een ander medium uit dezelfde tijd, was de ponsband.
In de ICT-industrie wordt hieronder een logisch apparaat als console verstaan waarover gegevenstromen van de verwerkte processen ingelezen worden, die van een invoerapparaat verkregen zijn.
Met een invoerapparaat is interactie met een computerprogramma mogelijk.

## Categorieën invoerapparaten
De volgende categorieën kunnen worden onderscheiden:
- toetsenbord
- aanwijsapparaat
- spelbesturingsapparaat